# Supercup 2016 (basketbal)
De wedstrijd om de Supercup op 1 oktober 2016 was de zesde editie van de Supercup in het Nederlandse basketbal. Gastheer was de regerend landskampioen Donar uit Groningen. Tegenstander was SPM Shoeters Den Bosch uit 's-Hertogenbosch. Donar won voor de tweede maal de supercup. Voor de vierde keer werd de wedstrijd gewonnen door de landskampioen.

## Wedstrijd
| 1 oktober 2015 19.30 Finale Supercup | Donar                                                | 88–51 | SPM Shoeters Den Bosch | Martiniplaza, Groningen                                                                                          |  |
| 1 oktober 2015 19.30 Finale Supercup | Drago Pasalic (20) Drago Pasalic (9) Lance Jeter (9) |       | Valentijn Lietmeijer (19) Pim de Vries (10) Maarten Bouwknecht (2), Vincent Nguyen (2), Ralf de Pagter (2) en Pim de Vries (2) | Kwartstanden: 28–16, 13–15, 28–9, 19–11 Toeschouwers: 1.100 Scheidsrechters: B. van Slooten, N. Zwiep en J. Kuut |  |
| 1 oktober 2015 19.30 Finale Supercup |                                                      |       | | |  |
|                                      |                                                      |       | | |  |

| Donar | SPM Shoeters Den Bosch |

| Supercup 2016      |
| ------------------ |
| Donar Tweede titel |